# 1991 PY10
1991 PY10 är en asteroid i huvudbältet som upptäcktes den 7 augusti 1991 av den amerikanske astronomen Henry E. Holt vid Palomarobservatoriet.
Asteroiden har en diameter på ungefär 7 kilometer och den tillhör asteroidgruppen Gefion.